# Sverige i olympiska sommarspelen 1948
Sverige vid Olympiska sommarspelen 1948

## Medaljer
|         | Guld | Silver | Brons | Totalt |
| ------- | ---- | ------ | ----- | ------ |
| Sverige | 16*  | 11     | 17*   | 44     |

*Exklusive ett guld och ett brons i skulptur/arkitektur (del av konst-OS).

### Guld
- Kurt Pettersén - Brottning, grekisk-romersk stil, bantamvikt
- Gustaf Freij - Brottning, grekisk-romersk stil, lättvikt
- Gösta Andersson - Brottning, grekisk-romersk stil, weltervikt
- Axel Grönberg - Brottning, grekisk-romersk stil, mellanvikt
- Karl-Erik Nilsson - Brottning, grekisk-romersk stil, lätt tungvikt
- Fotbollslandslaget (Torsten Lindberg, Knut Nordahl, Börje Leander, Erik Nilsson, Birger "Bian" Rosengren, Bertil Nordahl, Sune Andersson, Kjell Rosén, Gunnar Gren, Gunnar Nordahl, Henry "Garvis" Carlsson, Nils Liedholm)
- Henry Eriksson - Friidrott, 1 500 m
- Tore Sjöstrand - Friidrott, 3 000 m hinder
- John Mikaelsson - Friidrott, 10 km gång
- John Ljunggren - Friidrott, 50 km gång
- Arne Åhman - Friidrott, tresteg
- Gert Fredriksson - Kanot, K1 1 000 m
- Gert Fredriksson - Kanot, K1 10 000 m
- Hans Berglund och Lennart Klingström - Kanot, K2 1 000 m
- Gunnar Åkerlund och Hans Wetterström - Kanot, K2 10 000 m
- William Grut - Modern femkamp, individuellt

### Silver
- Gunnar Nilsson - Boxning, tungvikt
- Olle Anderberg - Brottning, grekisk-romersk stil, fjädervikt
- Tor Nilsson - Brottning, grekisk-romersk stil, tungvikt
- Ivar Sjölin - Brottning, fri stil, fjädervikt
- Gösta Frändfors - Brottning, fri stil, lättvikt
- Bertil Antonsson - Brottning, fri stil, tungvikt
- Lennart Strand - Friidrott, 1 500 m
- Erik Elmsäter - Friidrott, 3 000 m hinder
- Ingemar Johansson - Friidrott, 10 km gång
- Robert Selfelt, Olof Stahre och Sigurd Svensson - Ridsport, fälttävlan lag
- Folke Bohlin, Hugo Johnson och Gösta Brodin - Segling, drake

### Brons
- Thure Johansson - Brottning, fri stil, flugvikt
- Erik Lindén - Brottning, fri stil, mellanvikt
- Bengt Fahlkvist - Brottning, fri stil, lätt tungvikt
- Bertil Albertsson - Friidrott, 10 000 m
- Rune Larsson - Friidrott, 400 m häck
- Göte Hagström - Friidrott, 3 000 m hinder
- Kurt Lundquist, Lars-Erik Wolfbrandt, Folke Alnevik och Rune Larsson - Friidrott, 4 X 400 m
- Ann-Britt Leyman - Friidrott, längdhopp
- Per Carleson, Frank Cervell, Carl Forsell, Bengt Ljungquist, Sven Thofelt och Arne Tollbom - Fäktning, värja lag
- Gösta Gärdin - Modern femkamp, individuellt
- Robert Selfelt - Ridsport, fälttävlan individuellt
- Gustaf Adolf Boltenstern - Ridsport, dressyr individuellt
- Tore Holm, Torsten Lord, Martin Hindorff, Carl-Robert Ameln och Gösta Salén - Segling, 6-metersklassen
- Jonas Jonsson - Skytte, miniatyrgevär 50 m
- Torsten Ullman - Skytte, precisionspistol 50 m
- Sven Lundqvist - Skytte, silhuettpistol 25 m
- Gösta Magnusson - Tyngdlyftning, lätt tungvikt

## Övriga svenska placeringar

### Boxning
- Flugvikt
  - - Ingemar Burgström förlorade i första omgången
- Bantamvikt
  - - Bertil Ahlin förlorade i första omgången
- Mellanvikt
  - - Tore Karlsson förlorade i första omgången

### Brottning

#### Grekisk-romersk stil
- Flugvikt
  - 4 Malte Möller

#### Fri stil
- Bantamvikt
  - 5 Erik Persson
- Weltervikt
  - 6 Frans Westergren

### Cykel
- Landsvägslopp, individuellt
  - 5 Nils Johansson
  - 18 Harry Snell
  - 24 Åke Olivestedt
  - - Olle Wänlund varvades och togs ur loppet
- Landsvägslopp, lag
  - 5 Sverige (Nils Johansson, Åke Olivestedt, Harry Snell)

### Friidrott

#### Herrar
- 400 m
  - - Rune Larsson – 48,8 gick vidare efter kvartsfinal men startade ej i semifinalen
  - - Kurt Lundqvist – 48,4 utslagen i kvartsfinal
  - - Folke Alnevik – 50,6 utslagen i kvartsfinal
- 800 m
  - 5 Ingvar Bengtsson – 1.50,5
  - - Olle Ljunggren – 1.52,5 utslagen i semifinal
- 1 500 m
  - 5 Gösta Bergkvist – 3.52,2
- 5 000 m
  - 4 Erik Ahldén – 14.28,6
  - 5 Bertil Albertsson – 14.39,0
  - - Evert Nyberg bröt
- 10 000 m
  - 5 Severt Dennolf – 31.05,0
- Maraton
  - 7 Gustav Östling – 2:38.40,6
  - 12 Anders Melin – 2:42.20,0
  - 28 Sven Håkansson – 3:00.09,0
- 110 m häck
  - 6 Håkan Lidman – 14,9
  - - Börje Rendin – 15,5 utslagen i försök
- 400 m häck
  - - Alf Westman – 54,5 utslagen i försök
- Gång 10 000 m
  - - Werner Hardmo diskvalificerad
- Gång 50 km
  - 6 Rune Bjurström – 4:56.43
  - 10 Tage Jönsson – 5:05.08
- Höjdhopp
  - 9 Göran Widenfeldt – 1,90
  - - Arne Åhman utslagen i kval
- Tresteg
  - 9 Åke Hallgren - 14,48
  - 13 Lennart Moberg – 14,26
- Stavhopp
  - 5 Ragnar Lundberg – 4,10
  - 7 Hugo Göllors-Ohlsson – 3,95
  - 12 Allan Lindberg – 3,80
- Kula
  - 5 Gösta Arvidsson – 15,37
  - - Roland Nilsson utslagen i kval
- Diskus
  - 10 Uno Fransson – 45,25
- Spjut
  - 9 Gunnar Pettersson – 62,80
  - 10 Per-Arne Berglund – 62,62
- Slägga
  - 6 Bo Ericsson – 52,98
  - 8 Einar Söderqvist – 51,48
- Tiokamp
  - 5 Erik Andersson – 6.877
  - 7 Per Eriksson – 6.731
  - 14 Kjell Tånnander – 6.325

#### Damer
- 200 m
  - - Ann-Britt Leyman utslagen i försök
- Kula
  - 11 Eivor Olson – 11,84
- Diskus
  - 7 Majken Åberg – 28,48
  - 12 Gudrun Arenander – 36,25
- Spjut
  - 10 Ingrid Almqvist – 37,26

### Fäktning
- Florett, individuellt
  - - Bo Eriksson utslagen i semifinal
  - - Nils Rydström utslagen i 2. omg.
- Värja, individuellt
  - - Bengt Ljungquist utslagen i semifinal
  - - Frank Cervell utslagen i 2. omg.
  - - Carl Forssell utslagen i 2. omg.
- Sabel, individuellt
  - - Bo Eriksson utslagen i 1. omg.

### Gymnastik

#### Damer
- Trekamp, lag
  - 4 Sverige (Ingrid Andersson, Märta Andersson, Kerstin Boman, Stina Haage, Gunnel Johansson, Karin Lindén, Göta Pettersson, Ingrid Sandahl)

### Kanot

#### Herrar
- C1 1 000 m
  - 4 Ingemar Andersson
- C2 1 000 m
  - 6 Gunnar Johansson/Verner Wettersten
- C1 10 000 m
  - 5 Ingemar Andersson
- C2 10 000 m
  - 6 Gunnar Johansson/Verner Wettersten

#### Damer
- K1 500 m
  - - Ingrid Apelgren

### Modern femkamp
- - 17 Sune Wehlin

### Ridsport

#### Dressyr
Lag om tre ekipage, samt tre individuella platser:
| Ryttare               | Häst   | Poäng | Placering       |
| --------------------- | ------ | ----- | --------------- |
| Gustaf A. Boltenstern | Trumpf | 477,5 | 3               |
| Henri Saint Cyr       | Djinn  | 444,5 | 5               |
| Gehnäll Persson       | Knaust | 444,0 | diskvalificerad |

| Ryttare                                               | Häst     | Poäng | Placering       |
| ----------------------------------------------------- | -------- | ----- | --------------- |
| Gustaf A. Boltenstern Henri Saint Cyr Gehnäll Persson | som ovan | -     | diskvalificerad |

#### Fälttävlan
Lag om tre ekipage, samt tre individuella platser:
| Tävlande        | Häst   | Dressyr | Dressyr   | Faser ACE     | Steeplechase  | Steeplechase | Terrängbana   | Terrängbana | Hoppning | Totalt | Totalt    |
| Tävlande        | Häst   | Straff  | Placering | Straff hinder | Straff hinder | Straff tid   | Straff hinder | Straff tid  | Straff   | Straff | Placering |
| --------------- | ------ | ------- | --------- | ------------- | ------------- | ------------ | ------------- | ----------- | -------- | ------ | --------- |
| Robert Selfelt  | Claque | -109    | 9         | 0             | 0             | 24           | 0             | 60          | 0        | -25    | 3         |
| Olof Stahre     | Komet  | -143    | 32        | 0             | 0             | 33           | 0             | 60          | -20      | -70    | 15        |
| Sigurd Svensson | Dust   | -103    | 5         | 0             | 0             | 21           | 0             | 12          | 0        | -70    | 15        |

| Tävlande                                   | Häst     | Dressyr | Faser ACE     | Steeplechase  | Steeplechase | Terrängbana   | Terrängbana | Hoppning | Totalt | Totalt    |
| Tävlande                                   | Häst     | Straff  | Straff hinder | Straff hinder | Straff tid   | Straff hinder | Straff tid  | Straff   | Straff | Placering |
| ------------------------------------------ | -------- | ------- | ------------- | ------------- | ------------ | ------------- | ----------- | -------- | ------ | --------- |
| Robert Selfelt Olof Stahre Sigurd Svensson | som ovan | -355    | 0             | 0             | 78           | 0             | 132         | -20      | -165   | 2         |

#### Hoppning
| Tävlande          | Häst     | Straff    | Placering |
| ----------------- | -------- | --------- | --------- |
| Eric Sörensen     | Blatunga | 12        | 5         |
| Greger Lewenhaupt | Orkan    | 20        | 10        |
| Karl-Åke Hultberg | Ismed    | utesluten | -         |

| Ryttare                                           | Häst     | Straff    | Placering |
| ------------------------------------------------- | -------- | --------- | --------- |
| Eric Sörensen Greger Lewenhaupt Karl-Åke Hultberg | som ovan | utesluten | -         |

### Rodd
- Singelsculler
  - - Curt Brunnqvist utslagen i uppsamlingsheat
- Tvåa utan styrman
  - - Evert Gunnarsson/Bernt Torberntsson utslagna i uppsamlingsheat

### Segling
- Fire Fly
  - 4 Rickard Sarby
- Starbåt
  - 17 Sverige (Bengt Melin, Yngve Engkvist)
- Swallow
  - 4 Sverige (Stig Hedberg, Lars Matton)

### Simhopp

#### Herrar
- Svikthopp
  - 6 Svante Johansson
- Höga hopp
  - 4 Lennart Brunnhage

#### Damer
- Höga hopp
  - 7 Eva Petersen

### Simning

#### Herrar
- 100 m frisim
  - 6 Per-Olof Olsson – 59,3
  - - Martin Lundén  - 60,2 utslagen i semifinal
  - - Olle Johansson – 61,0 utslagen i försök
- 400 m frisim
  - - Per Olof Östrand – 4.53,5 i försök, startade ej i semifinal
- 1 500 m frisim
  - - Per Olof Östrand – 20.19,8 i försök, bröt semifinal
- 100 m ryggsim 
  - - Per-Olof Olsson – 1.14,6 utslagen i försök
  - - Martin Lundén – 1.15,6 utslagen i försök
- 4 x 200 m frisim
  - 4 Sverige – 9.09,1 (Martin Lundén, Per Olof Östrand, Per-Olof Olsson, Olle Johansson)

#### Damer
- 100 m frisim
  - 5 Ingegärd Fredin – 1.08,4
  - 7 Elisabeth Ahlgren – 1.08,8
  - - Marianne Lundquist – 1.09,0 utslagen i försök
- 400 m frisim
  - - Gisela Thidholm – 5.34,5 i försök, startade ej i semifinal
- 100 m ryggsim
  - - Ingegärd Fredin – 1.21,2 i försök, startade ej i semifinal
- 4 x 100 m frisim
  - - Sverige (Elisabeth Ahlgren, Ingegärd Fredin, Marianne Lundquist, Gisela Thidholm) diskvalificerad för tjuvstart, i mål som femte lag

### Skytte
- Helmatch, frigevär
  - 4 Kurt Johansson
  - 8 Holger Erbén
  - 17 Walther Fröstell
- Miniatyrgevär
  - 10 Uno Berg
  - 19 Erland Koch
- Fripistol
  - 11 Sture Nordlund
  - 22 Lars Berg
- Silhuettpistol
  - 4 Torsten Ullman
  - 24 Claes Egnell

### Tyngdlyftning
- Fjädervikt
  - 13 Arvid Andersson
- Lättvikt
  - 14 Sigvard Kinnunen
- Mellanvikt
  - 11 Lennart Nelson

### Vattenpolo
- - 5 Sverige (Folke Eriksson, Knut Gadd, Erik Holm, Olle Johansson, Rolf Julin, Åke Julin, Arne Jutner, Olle Ohlsson, Roland Spångberg, Rune Öberg)

## Övrigt
- Vid dressyrtävlingarna för lag segrade det svenska laget tämligen överlägset. I laget ingick fanjunkaren vid K4 Norrlands Dragoner Gehnäll Persson. Eftersom de olympiska reglerna för ridning då var att man måste vara officer, konstituerades Persson till fänrik under spelen och återfick sin ordinarie grad, fanjunkare, vid hemkomsten. Detta fick till följd, att det svenska laget ett år senare diskvalificerades och fick återlämna guldmedaljerna.
- Gustaf Nordahl tog guld i skulptur[4] och Nils Olsson brons i arkitektur, vilka båda var OS-grenar vid olympiska spelen 1948. Inklusive konstgrenarna tog Sverige således 17 guldmedaljer vid tävlingarna.

## Källhänvisningar
1. 1 2  ”1948 Dressage results”. FEI. http://history.fei.org/sites/default/files/1948_Dressage_results.pdf. Läst 14 december 2014.
2. 1 2  ”1948 Eventing results”. FEI. http://history.fei.org/sites/default/files/1948_Eventing_results.pdf. Läst 26 december 2014.
3. 1 2  ”1948 Jumping results”. FEI. http://history.fei.org/sites/default/files/1948_Jumping_results.pdf. Läst 14 december 2014.
4. ↑  "OS-grenarna som försvann". HD.se, 2012-08-01. Läst 20 juli 2014.